# にしけい
株式会社にしけいは、福岡県福岡市博多区に本社を置く、日本の警備会社である。

## 出資企業
2005年（平成17年）7月、株式会社キャピタル・キューデン (70%) 、ニシム電子工業株式会社 (20%) 、にしけい (10%) の出資比率で3社が発起人となり株式会社九電ホームセキュリティを福岡市に設立した（資本金1億円）。会社設立後は役員として取締役4名、監査役1名が置かれ、にしけいより1名が非常勤取締役として出向した。

## 沿革
- 1968年（昭和43年） - 西日本警備保障株式会社設立
- 1969年（昭和44年） - 九州警備保障株式会社を吸収合併
- 1971年（昭和46年） - 福岡空港の警備業務開始
- 1973年（昭和48年） - 玄海原子力発電所の警備業務開始
- 1977年（昭和52年） - 大阪空港ハイジャック等防止検査業務開始
  - 同年 - 特定貨物自動車運送業の認可により、現金輸送業務開始
- 1978年（昭和53年） - 対馬・壱岐空港ハイジャック等防止検査業務開始
- 1980年（昭和55年） - 羽田・長崎空港ハイジャック等防止検査業務開始
- 1984年（昭和59年） - 金融機関の総合管理システム運用開始
- 1991年（平成3年） - 北九州空港ハイジャック等防止検査業務開始
- 1994年（平成6年） - 関西国際空港開港に伴うハイジャック等防止検査業務開始
- 1995年（平成7年） - アクロス福岡施設警備、インフォメーション業務開始
- 1997年（平成9年） - ホテル日航福岡施設警備開始
- 1999年（平成11年） - 博多リバレイン施設警備開始
- 2000年（平成12年） - 国内線受託手荷物検査業務開始
- 2003年（平成15年）
  - 本社を移転
  - 社名を「株式会社にしけい」へ改称
- 2004年（平成16年）
  - 岩田屋本・新館施設警備開始
  - 小倉伊勢丹施設警備開始
- 2006年（平成18年） - 新北九州空港ハイジャック等防止検査業務開始

## ネットワーク
本社/金融受託事業本部/空港保安事業本部 - 福岡県福岡市博多区
| - 福岡中央支社 - 福岡県福岡市博多区 - 福岡東支社 - 福岡県福岡市東区 - 福岡南支社 - 福岡県大野城市 - 福岡西支社 - 福岡市早良区 - 福岡空港支社 - 福岡市博多区（福岡空港内） - 糸島支社 - 福岡県糸島市 - 宗像支社 - 福岡県福津市 - 小倉支社 - 福岡県北九州市小倉北区 - 北九州支社 - 福岡県北九州市小倉南区 - 筑豊支社 - 福岡県飯塚市 - 行橋支社 - 福岡県行橋市 - 大分支社 - 大分県大分市 | - 朝倉支社 - 福岡県朝倉市 - 日田営業所 - 大分県日田市 - 久留米支社 - 福岡県久留米市 - 有明支社 - 福岡県大牟田市 - 佐賀支社 - 佐賀県佐賀市 - 長崎支社 - 長崎県長崎市 - 熊本支社 - 熊本県熊本市 - 荒尾支社 - 熊本県荒尾市 - 宮崎支社 - 宮崎県宮崎市 - 都城支社 - 宮崎県都城市 - 鹿児島支社 - 鹿児島県鹿児島市 |

### その他地区
- 東京支社 - 東京都大田区（羽田空港内）
- 大阪支社 - 大阪府豊中市（大阪国際空港内）